# Austhovde
Austhovde är en udde i Antarktis. Den ligger i Östantarktis. Norge gör anspråk på området.
Terrängen inåt land är kuperad söderut, men åt nordväst är den platt. Havet är nära Austhovde åt nordost. Trakten är obefolkad. Det finns inga samhällen i närheten. 